# Джанкшен-Сіті (Джорджія)
Джанкшен-Сіті (англ. Junction City) — місто (англ. town) в США, в окрузі Телбот штату Джорджія. Населення — 138 осіб (2020).

## Географія
Джанкшен-Сіті розташований за координатами 32°36′13″ пн. ш. 84°27′30″ зх. д. / 32.60361° пн. ш. 84.45833° зх. д. (32.603622, -84.458198).  За даними Бюро перепису населення США в 2010 році місто мало площу 6,42 км², з яких 6,09 км² — суходіл та 0,33 км² — водойми.

## Демографія
Згідно з переписом 2010 року, у місті мешкало 177 осіб у 66 домогосподарствах у складі 45 родин. Густота населення становила 28 осіб/км².  Було 86 помешкань (13/км²).
Расовий склад населення:
| - 76,3 % — чорних або афроамериканців - 19,8 % — білих - 2,8 % — осіб інших рас |

До двох чи більше рас належало 1,1 %. Частка іспаномовних становила 3,4 % від усіх жителів.
За віковим діапазоном населення розподілялося таким чином: 22,0 % — особи молодші 18 років, 67,8 % — особи у віці 18—64 років, 10,2 % — особи у віці 65 років та старші. Медіана віку мешканця становила 43,9 року. На 100 осіб жіночої статі у місті припадало 103,4 чоловіків;  на 100 жінок у віці від 18 років та старших — 112,3 чоловіків також старших 18 років.
Середній дохід на одне домашнє господарство  становив 34 400 доларів США (медіана — 27 143), а середній дохід на одну сім'ю — 50 028 доларів (медіана — 43 542). За межею бідності перебувало 31,3 % осіб, у тому числі 17,2 % дітей у віці до 18 років та 57,1 % осіб у віці 65 років та старших.
Цивільне працевлаштоване населення становило 59 осіб. Основні галузі зайнятості: виробництво — 32,2 %, роздрібна торгівля — 16,9 %, освіта, охорона здоров'я та соціальна допомога — 16,9 %.